# کلارا سگاوویچ
کلارا سگاوویچ (لهستانی: Klara Segałowicz؛ ‏ ۲۵ اوت ۱۸۹۷ – ۱۹۴۳ میلادی) بازیگر اهل لهستان بود که مابین سال‌های ۱۹۲۱ تا ۱۹۳۹ میلادی در تئاتر و سینما فعالیت داشت.
او و همسرش به جرم یهودی بودن در سال ۱۹۳۹ و به‌دنبال تهاجم آلمان به لهستان دستگیر شدند. آنها ابتدا به گتوی ورشو و کمی بعد به زندان پاویاک منتقل شدند و در آنجا در سال ۱۹۴۳ تیرباران شدند.